# 甘平公
甘平公（？—？），春秋时期甘国国君，姬姓，名鳅，甘成公之孙。鲁昭公十二年（前530年）十月，甘简公无子，立他的弟弟甘过。甘过将要去掉甘成公、甘景公的族人，甘成公、甘景公的族人买通刘献公。丙申日，刘献公杀甘悼公甘过，而立甘鳅为甘平公。鲁昭公二十二年（前520年）王子朝之乱，他和巩简公在京地大败。
| 前任： 甘悼公 | 甘国国君 前530年— | 繼任： 甘桓公 |